# Wednesday (album)
Wednesday, anche conosciuto con il titolo Wednesday: Original Series Soundtrack, è un album in studio dei musicisti statunitensi Danny Elfman e Chris Bacon, pubblicato il 23 novembre 2022. L'album contiene la colonna sonora della prima stagione della serie televisiva Mercoledì.

## Descrizione
L'album è stato distribuito dall'etichetta discografica Lakeshore Records in dowload digitale, in formato MP3, il 23 novembre 2022. Successivamente, nel 2023, è stato ristampato in vinile, in formato doppio LP, in quattro differenti edizioni in altrettanti vinili colorati: rosa marmorizzato, rosa/nero, porpora marmorizzato con venature nere, blu marmorizzato con venature nere.

## Tracce

### MP3
Musiche di Danny Elfman, Chris Bacon.
1. Wednesday Main Titles – 1:10
2. Thing Follows Rowen – 2:16
3. Morticia and Wednesday – 3:09
4. Secret Library – 2:33
5. Scorpion Flashback – 2:07
6. The Monster – 2:26
7. Family Day – 1:18
8. Burning Outcasts – 4:50
9. Wednesday on the Case – 3:32
10. Dress Shopping – 2:00
11. Gomez Accused of Murder – 1:50
12. A Dove and a Raven – 1:56
13. Gomez’ Story – 2:47
14. A More Than Adequate Father – 1:33
15. It’s a Snood – 0:49
16. Morticia’s Yearbook – 1:29
17. Devious Plan – 1:29
18. I Will Find You – 2:57
19. Searching the House – 5:20
20. The Monster Is Here! – 3:05
21. Uncle Fester – 0:54
22. Annoying Distractions – 3:23
23. Fester And Wednesday Stakeout – 1:28
24. Let’s Roll – 0:30
25. Stabbed in the Back – 3:29
26. First Kiss – 1:34
27. Wednesday Packs Up – 3:34
28. Crackstone Rises – 2:44
29. Goody Heals Wednesday – 1:56
30. Enid to the Rescue – 3:23
31. The Hug – 3:36
32. The End...? – 3:07
33. Wednesday End Titles – 1:31
34. Meet Wednesday – 0:56
35. Fencing – 1:47
36. Secret Symbols – 1:46
37. Poe Cup Fanfare – 1:14
38. Poe Cup Race – 4:57
39. One More Chance – 1:28
40. A Safe Cracking Thing – 1:36
41. Nightshades – 1:52
42. Wednesday and Pugsley – 0:58
43. Xavier and Wednesday – 2:07
44. Morticia’s Story – 3:26
45. The Gates Mansion – 2:14
46. Roomies No More – 0:53
47. Crackstone Defeated – 2:44
48. Wednesday Addams (End Titles) – 1:35

Durata totale: 109:18

## Crediti
- Danny Elfman - composizione
- Chris Bacon - composizione
- Brian McNelis - produzione discografica
- Darren Blumenthal - produzione discografica
- Tara Finegan - produzione discografica